# Föhr
Die Insel Föhr (nordfriesisch Feer, dänisch Før) gehört zu den Nordfriesischen Inseln und zum Kreis Nordfriesland in Schleswig-Holstein. Föhr ist die größte und bevölkerungsreichste deutsche Insel ohne Straßen- oder Bahnverbindung zum Festland.
Der Name Föhr und das friesische Pendant Feer sind vielfältig interpretiert worden. Die aktuelle etymologische Forschung geht davon aus, dass der Name Föhr einen maritimen Hintergrund hat. Eine weitere Deutung bezieht sich auf friesisch feer „unfruchtbar“.

## Geografie

Gemeindekarte der Insel Föhr

Föhr liegt südöstlich von Sylt, östlich von Amrum und nördlich der Halligen. Sie ist die fünftgrößte deutsche Insel und zweitgrößte deutsche Nordseeinsel. Unter den deutschen Inseln ohne Straßen- oder Bahnverbindung zum Festland ist Föhr die flächenmäßig größte Insel mit der höchsten Bevölkerungszahl.
Föhr wird „die grüne Insel“ genannt, da sie durch ihre Lage im Windschatten von Amrum und Sylt vor den stürmischen Einflüssen der Nordsee relativ geschützt ist und sich daher die Vegetation gut entwickeln kann. Sie ist in Nord-Süd-Richtung bis zu 8,5 Kilometer breit und in Ost-West-Richtung 12,5 Kilometer lang und hat eine Fläche von 82,82 Quadratkilometern. Der Norden der Insel besteht aus Marschland, im Süden Föhrs befinden sich die Boowentaarpen und die höher gelegene Geest. Die höchste Erhebung liegt 13,2 Meter über Normalnull auf dem Geestrücken zwischen Nieblum und Midlum. Die Geest macht etwa zwei Fünftel der Gesamtfläche aus. Die meisten Ortschaften liegen dort. In der Marsch befinden sich zahlreiche Aussiedlerhöfe.
Bis zur ersten Groten Mandränke 1362 war Föhr noch keine Insel, sondern Teil des Festlands. Mit der Nordsee war es durch tiefe Ströme verbunden. Südlich von Föhr verläuft heute die Norderaue; das Amrumtief liegt westlich, die Föhrer Ley östlich Föhrs.
Föhr ist, wie auch die benachbarten Inseln, ein beliebtes Urlaubsziel. Vom Fährhafen Wyk zieht sich am Südrand bis etwa zur Mitte der Westküste ein 15 Kilometer langer Sandstrand. Nördlich und nordwestlich der Insel befindet sich die Schutzzone I des Nationalparks Schleswig-Holsteinisches Wattenmeer.
Föhr gehört zum Kreis Nordfriesland und hat 8.321 Einwohner (Stand: 31. Dezember 2020).
Im Südosten der Insel liegt als einzige Stadt der Hauptort Wyk (Fering: bi a Wik), der ein staatlich anerkanntes Nordseeheilbad ist. Die 16 Inseldörfer verteilen sich auf elf Gemeinden. Wyk und alle Föhrer Gemeinden gehören zum Amt Föhr-Amrum.
| Gemeinde           | friesisch | Fläche km² | Bevölkerung 31. Dez. 2017 | Bevölkerung 31. Dez. 2020 | Lage     | Ortsteile (eingemeindet)                              |
| ------------------ | --------- | ---------- | ------------------------- | ------------------------- | -------- | ----------------------------------------------------- |
| Alkersum           | Aalkersem | 9,07       | 392                       | 397                       | zentral  |                                                       |
| Borgsum            | Borigsem  | 5,51       | 350                       | 331                       | Südwest  |                                                       |
| Dunsum             | Dunsem    | 2,72       | 72                        | 67                        | Nordwest | Groß-Dunsum, Klein-Dunsum                             |
| Midlum             | Madlem    | 8,50       | 443                       | 440                       | Nord     |                                                       |
| Nordseebad Nieblum | Njiblem   | 7,86       | 582                       | 592                       | Süd      | Goting (Guating) (31. Dezember 1969), Greveling       |
| Oevenum            | Ööwnem    | 10,90      | 439                       | 465                       | Nordost  |                                                       |
| Oldsum             | Olersem   | 13,30      | 507                       | 510                       | Nord     | Toftum (Taftem) (28. Februar 1970), Klintum (Klantem) |
| Süderende          | Söleraanj | 2,59       | 182                       | 184                       | West     | 1864 aus Oldsum ausgegliedert                         |
| Nordseebad Utersum | Ödersem   | 5,26       | 407                       | 406                       | West     | Hedehusum (Hedehüsem) (31. Dezember 1969)             |
| Witsum             | Wiisem    | 1,59       | 49                        | 47                        | Südwest  |                                                       |
| Wrixum             | Wraksem   | 7,55       | 643                       | 602                       | Ost      |                                                       |
| Wyk auf Föhr       | Wik       | 8,00       | 4174                      | 4280                      | Südost   | Boldixum (Bualigsem) (27. März 1924), Südstrand       |
| Föhr (Insel)       | Feer      | 82,82      | 8248                      | 8321                      |          |                                                       |

### Klima
Auf Föhr herrscht ein atlantisches, vom Golfstrom beeinflusstes Seeklima. Die Wintermonate sind gegenüber dem nordfriesischen Festland um durchschnittlich zwei Grad wärmer, die Sommermonate mit im Schnitt 17 Grad etwas kühler als auf dem Festland. Die Durchschnittstemperaturen betragen im August zwischen 14° und 19 °C, im Januar und Februar zwischen −1° und 3 °C. Föhr hat rund 4,6 Sonnenstunden pro Tag. Monatlich gibt es im Mittel zehn Regentage. Die durchschnittliche Niederschlagsmenge liegt bei etwa 800 Millimetern.
Auf Föhr herrscht aufgrund der salzhaltigen Luft und der relativ starken Winde Reizklima. Im Jahresschnitt kam Föhr (Datenbasis: 08/2014–07/2019) auf 1.565 Sonnenscheinstunden pro Jahr.

### Sturmfluten
Seit dem 17. Jahrhundert hat Föhr mehrere gefährliche Sturmfluten erlebt. Die schlimmsten Fluten fanden in Jahren 1634 (Burchardiflut), 1717 (Weihnachtsflut), 1825 (Februarflut), 1962 und 1981 (Novemberflut) statt.

### Anstieg des Meeresspiegels
Etwa drei Viertel der Insel liegen unter dem Meeresspiegel. Wyk auf Föhr liegt nur etwa 4 Meter über Normalhöhennull. Dadurch ist die Insel vom weltweiten Anstieg des Meeresspiegels infolge der globalen Erwärmung langfristig bedroht. Bisher war kein signifikanter Anstieg des Wasserstands zu erkennen; erwartet wird er ab der zweiten Hälfte des 21. Jahrhunderts. Das Land Niedersachsen geht davon aus, dass der Meeresspiegel im Nordseebereich laut dem IPCC-Bericht des Weltklimarats von 2019 bis zum Jahr 2100 um 60 bis 110 cm steigen wird.

## Geschichte

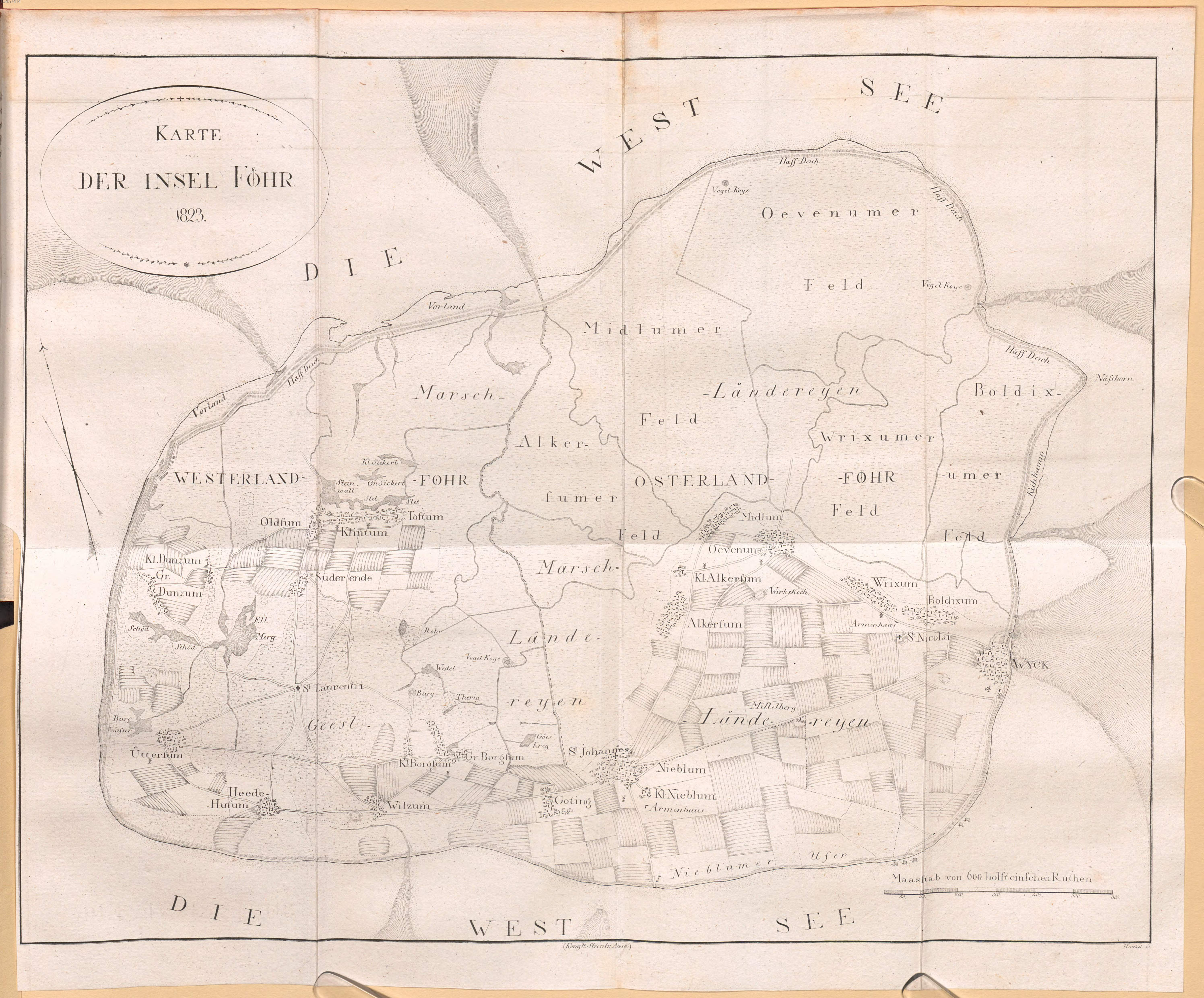
Karte von Friedrich von Warnstedt (1823)

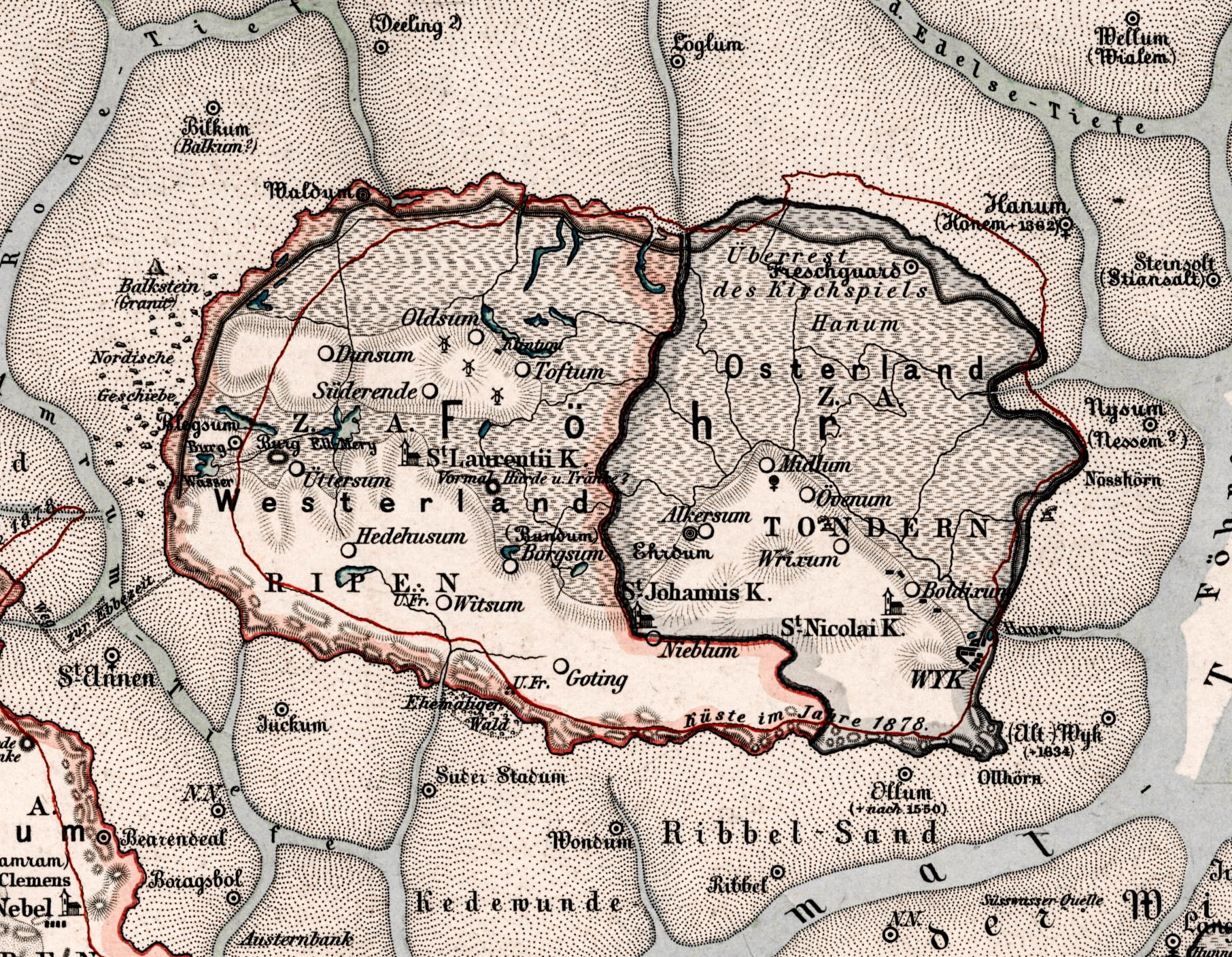
Historische Karte von Föhr,
mit Westerland und Osterland

### Bis zum Mittelalter
Die höhergelegenen Geestkerne der nordfriesischen Inseln inmitten weiter Marschflächen lockten Menschen an, als zu Beginn der Jungsteinzeit der Wasserspiegel der Nordsee stieg. Auch auf Föhr zeugen Steingräber und zahlreiche Kleinfunde davon. In Wyk gibt es Besiedlungsspuren aus dem zweiten bis fünften Jahrhundert nach Christus.
Im 6. und frühen 7. Jahrhundert war Föhr fast menschenleer, da die Einwohner im Zuge der Völkerwanderung der Angeln, Jüten und Sachsen ihre Heimat verlassen hatten und nach Britannien ausgewandert waren. Als die Friesen im 7. Jahrhundert das heutige Nordfriesland besiedelten, befanden sich archäologischen Funden zufolge ihre ersten Niederlassungen auf Föhr. Die Insel hatte eine nordische Bevölkerung, erlebte durch die zuziehenden Friesen nun aber einen schnellen Bevölkerungszuwachs. Die recht große Anzahl skandinavischer Schmuckteile in Gräbern verraten, dass gleichzeitig enge Beziehungen zu Nordeuropa bestanden. Aus der Wikingerzeit sind mehrere Kreiswälle, darunter die sogenannte Lembecksburg, erhalten.
Das 1231 verfasste Erdbuch des dänischen Königs Waldemar berichtet von zwei Föhrer Harden, Westerharde, zu der Westerland Föhr und Amrum gehörten, und Osterland Föhr. 1368 wechselte die Westerharde unter dem Ritter Klaus Lembeck, Amtmann von Ripen, zu den Holsteiner Grafen über. Im Januar 1400 ergab sich die Harde Königin Margarethe I. und blieb beim Amt Ripen. Bis 1864 war die Westerharde Teil der königlichen Enklaven und dem Königreich Dänemark direkt unterstellt, während Osterland Föhr mit Wyk zum Herzogtum Schleswig gehörte, seit es in den 1420er Jahren vom König abgefallen war. Gemeinsam mit der Wiedingharde, der Bökingharde, Strand und Sylt schloss Osterlandföhr 1426 mit Herzog Heinrich IV. von Schleswig die Siebenhardenbeliebung, die besagte, dass sie ihre Rechtsautonomie behalten durften.
Das Marschland im Norden der Insel wurde 1523 als 22 Hektar großer Föhrer Marschkoog eingedeicht.

### Föhr seit der Reformation
Von 1526 an wurde die Reformation evangelisch-lutherischer Konfession auf Föhr eingeführt, die 1530 abgeschlossen war.
Mit dem Walfang brach für Föhr ein „goldenes“ Zeitalter an. Im 17. und 18. Jahrhundert wurden die holländischen und englischen Grönlandfahrer meistens mit Inselfriesen bemannt. Auf Föhr entstanden mehrere private Seefahrerschulen, in denen Pastoren und ehemalige Commandeure für geringe Gebühren im Winterhalbjahr Unterricht gaben. Ende des 18. Jahrhunderts lebten 1000 Seefahrer, darunter 150 Schiffsführer, auf der Insel. Noch heute sind kostbar ausgestattete Häuser der Commandeure in Nieblum und Süderende zu sehen. Die sogenannten „sprechenden Grabsteine“ auf den Friedhöfen der drei ältesten Föhrer Kirchen berichten ihre Lebensgeschichten. Doch mit dem Rückgang der Walbestände fuhren, wie überall in der Region, immer weniger Männer zur See. Die Bevölkerung wandte sich wieder der Landwirtschaft zu. Der Ort Wyk wurde im Jahr 1706 aus der Harde Osterlandföhr herausgelöst und erhielt den Status eines Fleckens.

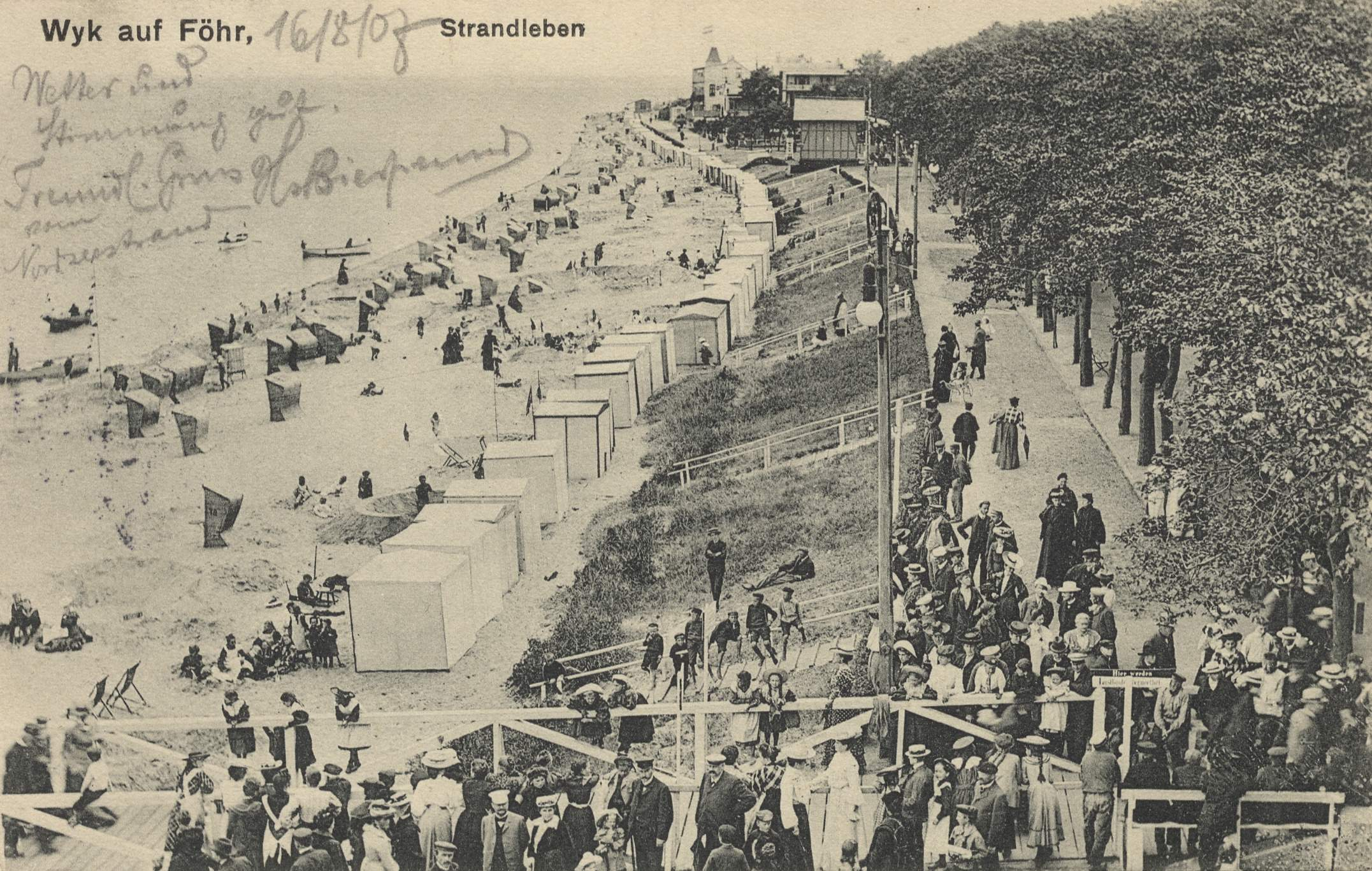
Strandleben in Wyk auf Föhr, Postkarte (um 1907)

Ab 1842, als der dänische König Christian VIII. den Sommer auf Föhr verbrachte, kam die Insel als Kurort in Mode.
So besuchte auf Einladung des Königs 1844 Hans Christian Andersen Wyk. Im Sommer 1862 war der Pianist und Komponist Anton Rubinstein auf Föhr, „um ein neues, größeres Werk zu vollenden“. Ebenso weilte der dänische König Friedrich VII. zu dieser Zeit auf der Insel. 1878 wählte der Komponist Johann Strauß Sohn Wyk auf Föhr als Ziel seiner Hochzeitsreise mit seiner zweiten Frau Angelika Dittrich (1850–1919). Das jung vermählte Paar wohnte am Sandwall, von wo aus sich ein weiter Blick auf die Nordsee und auf die Kette der Warften von Hallig Langeness bot. Das Zusammenspiel von Meer, Natur, Wetter und Landschaft inspirierte den Künstler zur Komposition seines Walzers Nordseebilder.
Während des Deutsch-Dänischen Krieges 1864 war der dänische Seeoffizier Otto Christian Hammer in Wyk Befehlshaber einer dänischen Flottille auf den Nordfriesischen Inseln. Es gelang ihm zunächst erfolgreich, überlegene preußisch-österreichische Marineverbände abzuwehren. Im Laufe des Krieges wurde er jedoch in Wyk von dem preußischen Leutnant Ernst von Prittwitz und Gaffron gefangen genommen, dem Wyk auf Föhr daraufhin die Ehrenbürgerwürde verlieh. 1867 wurden nach der Auflösung der Harden die Ämter Westerlandföhr und Osterlandföhr gebildet.
Bei der Volksabstimmung in Schleswig im Jahr 1920 stimmten die drei Gemeinden Goting, Utersum und Hedehusum auf Westerland Föhr als einzige Gemeinden in der sogenannten Zone II mehrheitlich für einen Wechsel zum Staatsgebiet von Dänemark. Jedoch sprach sich in der Zone II insgesamt eine deutliche Mehrheit für den Verbleib bei Deutschland aus. Da die drei Gemeinden nicht direkt an der Grenze zu Dänemark lagen, blieben sie bei Deutschland.
1970 wurden die Ämter Wester- und Osterlandföhr zum Amt Föhr-Land vereinigt. Zum 1. Januar 2007 wurde das Amt Föhr-Land mit der Stadt Wyk auf Föhr und dem Amt Amrum zum Amt Föhr-Amrum vereinigt.

## Sprache und Kultur

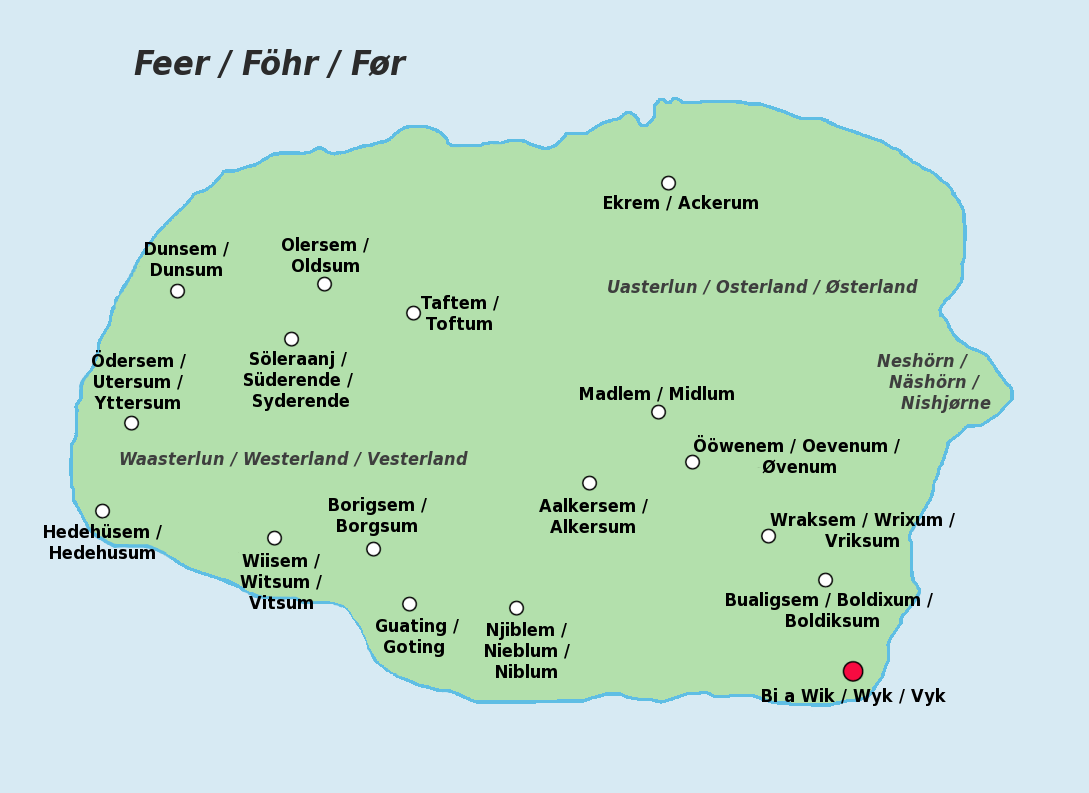
Mehrsprachige Karte von Föhr

Auf Föhr wird von etwa 2.000 Einwohnern, insbesondere der Dörfer in Westerland Föhr, ein Dialekt der nordfriesischen Sprache gesprochen. Dieser Dialekt wird nach dem Namen der Insel Fering genannt. Damit bilden die Fering-Sprecher die größte Gruppe von Sprechern der nordfriesischen Sprache. Auf Osterland Föhr, besonders in Nieblum, wird seit dem 19. Jahrhundert eher Niederdeutsch, in Wyk nach Gründung der Stadt vor allem Niederdeutsch und heute Hochdeutsch gesprochen. Der ehemalige eigene Wyker Dialekt des Nordfriesischen, das Wyker Friesisch, ist ausgestorben. Darüber hinaus gibt es auf Föhr auch eine Dänisch sprechende Minderheit.
Die Friesentracht wird von vielen Frauen, besonders in Westerland Föhr, zu besonderen Anlässen getragen. Auf Föhr werden verschiedene Volksbräuche gepflegt wie das Biikebrennen am 21. Februar und das Tamsen (auch Thamsen, nach dem Apostel Thomas), bei dem an jedem 21. Dezember junge Leute im Scherz Dinge verstecken, die sich drehen können. Zu Ostern gibt es auf Föhr (und Amrum) noch den (auch in Dänemark verbreiteten) Brauch des Ostereiwerfens, der mit dem im Föhrer Friesisch verfassten Ausspruch Eike Poleike, kom hial weder deel (Eike Poleike, komme heil wieder herunter) begleitet wird. In der Weihnachtszeit gibt es, wie auf anderen nordfriesischen Inseln auch, einen speziellen Weihnachtsbaum, Kenkenbuum genannt. Am Silvesterabend gehen verkleidete Föhrer von Haus zu Haus. Auf Fering heißt dieser Brauch ütj tu kenknin, in Wyk Rummelrotje (siehe auch: Hulken). Bekannte Sagenfiguren der Insel sind die Oterbaankin (≈Unterirdische), die als Onerbäänkin auch auf Amrum, als Önnerbansken auf Helgoland und als Önereersken auf Sylt verbreitet sind.
In den Jahrhunderten, als viele Föhrer Männer Walfänger waren, verbrachten sie den Winter auf Föhr. Die ledigen Seefahrer trafen sich dann am Nachmittag im Halbdunkeln, auf Fering: Hualewjonken. Heute ist das Hualewjonken ein gemütliches Beisammensein Gleichgesinnter.
Mehrere Schriftsteller schrieben auf Fering, etwa die Wykerin Stine Andresen (1849–1927), deren Lyrik oft auf Föhr bezogen ist. Die Föhrerin Ellin Nickelsen schrieb in den 1980er Jahren die Erzählung Jonk Bradlep (deutsch: „Dunkle Hochzeit“).
Siehe auch: Nordfriesische Literatur
Die beiden Föhrer Museen haben kulturelle Schwerpunkte (siehe Sehenswürdigkeiten).
Die international erfolgreiche Musikband Stanfour hat auf der Insel Föhr ihren Ursprung und unterhält dort ein eigenes Studio. Die Föhrer Folkband Kalüün wurde für ihre Lieder mit Preisen ausgezeichnet.

## Wirtschaft

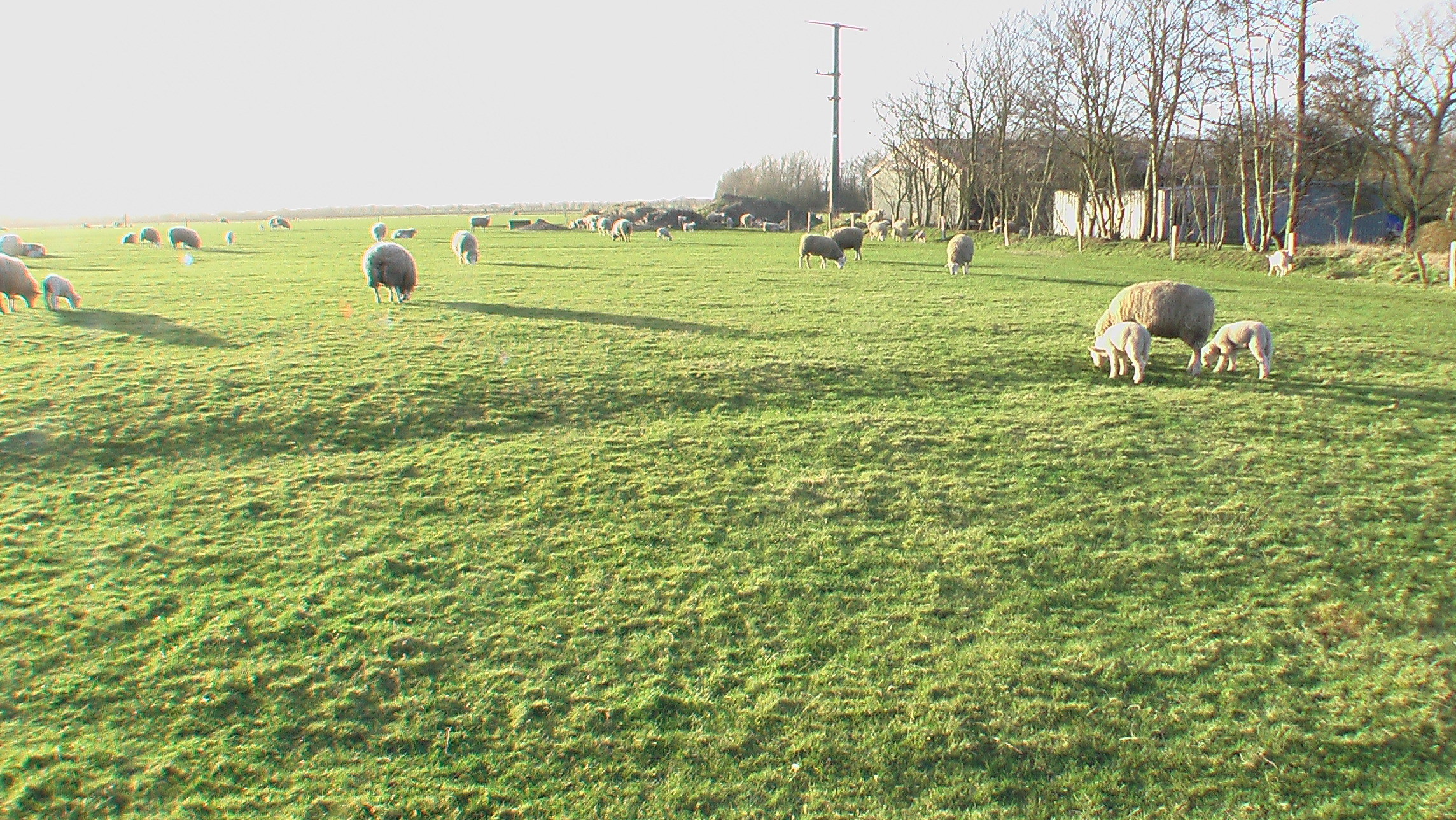
Schafherde auf Föhr

Föhr ist vor allem vom Tourismus abhängig. Seit 2010 wirbt Föhr für sich mit dem Slogan: Friesische Karibik.
Das Beherbergungsgewerbe wird durch zahlreiche Gewerbebetriebe mit Dienstleistungsfunktion wie Fahrradverleihstationen und Käsereien ergänzt. Daneben gibt es dort zahlreiche landwirtschaftliche Betriebe, die teilweise ebenfalls Unterkünfte bieten. Diese Diversifizierung wird durch Mittel aus dem ELER-Programm gefördert. Seit dem Jahr 2009 wird auf der Insel auf inzwischen (2022) sechs Hektar Fläche Weinbau betrieben. Angebaut werden ausschließlich pilzwiderstandsfähige Rebsorten wie Solaris, Johanniter, Hibernal und Souvignier gris.
Auf der Insel sind zahlreiche Handwerks- und Einzelhandelsbetriebe angesiedelt; im Wyker Hafen haben sechs Miesmuschelfischerboote und drei Krabbenkutter ihren Heimathafen. Föhr verfügt über niedergelassene Zahnärzte sowie Arztpraxen verschiedener Fachrichtungen. Seit 1893 gibt es in Wyk ein Krankenhaus, das an der medizinischen Grundversorgung von Föhr und Amrum mitwirkt. In Utersum befindet sich eine Rehabilitationsklinik, in Wyk außerdem die Nordseeklinik Westfalen.

## Medien
Regionale Tageszeitung auf den Inseln Föhr, Amrum und den Halligen ist Der Insel-Bote, der als Regionalausgabe der Zeitungen des Schleswig-Holsteinischer Zeitungsverlages erscheint. Föhr und die Inseln werden redaktionell auch von der dänischsprachigen Flensborg Avis abgedeckt. Im Hörfunkbereich sendet werktäglich zwischen 8 und 10 Uhr, sowie am Nachmittag der FriiskFunk in nordfriesischer Sprache aus dem Studio der Ferring Stiftung in Alkersum auf dem Offenen Kanal Westküste (WestküsteFM).

## Bildung
Auf Föhr gibt es sechs Kindergärten, davon vier in Wyk sowie je einen in Süderende und Midlum. Einzige Schule mit gymnasialer Oberstufe für die Inseln Föhr und Amrum ist die „Eilun Feer Skuul – Gymnasium & Gemeinschaftsschule Insel Föhr“ (deutsch: „Insel-Föhr-Schule“) in Wyk. Dort befinden sich außerdem eine Grundschule mit Förderzentrum und eine Dänische Schule, die als Gemeinschaftsschule bis zur achten Klasse führt. Eine weitere Grundschule gibt es in Süderende mit Außenstelle in Midlum.
In Wyk befinden sich ferner eine Volkshochschule und eine Musikschule, die eine Bezirksstelle der Kreismusikschule Nordfriesland ist. Ebenfalls in Wyk befindet sich eine lokale Stadtbücherei. Zudem wird Wyk von den Bücherbussen der Dänischen Zentralbibliothek Südschleswigs angefahren.

## Verkehr
Vom Fährhafen Wyk aus verkehren mehrmals am Tag unabhängig von der Tide Fähren zum Festlandhafen Dagebüll und nach Wittdün auf der Nachbarinsel Amrum. Betreiber der Fährlinie ist die Wyker Dampfschiffs-Reederei Föhr-Amrum GmbH (W.D.R.) mit Sitz in Wyk auf Föhr.
Während der Sommersaison werden Ausflugsfahrten zu den Halligen Langeneß, Gröde und Hooge sowie zur Insel Sylt (Hafen Hörnum) angeboten.
Von Wyk aus bestehen Busverbindungen als Ringlinie mit oder gegen den Uhrzeigersinn in alle Dörfer der Insel Föhr. Die Insel ist über den Flugplatz Wyk auf Föhr per Flugzeug zu erreichen. Von diesem Flugplatz aus starten wetterabhängig täglich mehrere Rundflüge über das Wattenmeer, die Nachbarinseln und das nordfriesische Festland.

## Sehenswürdigkeiten

### Kirchen

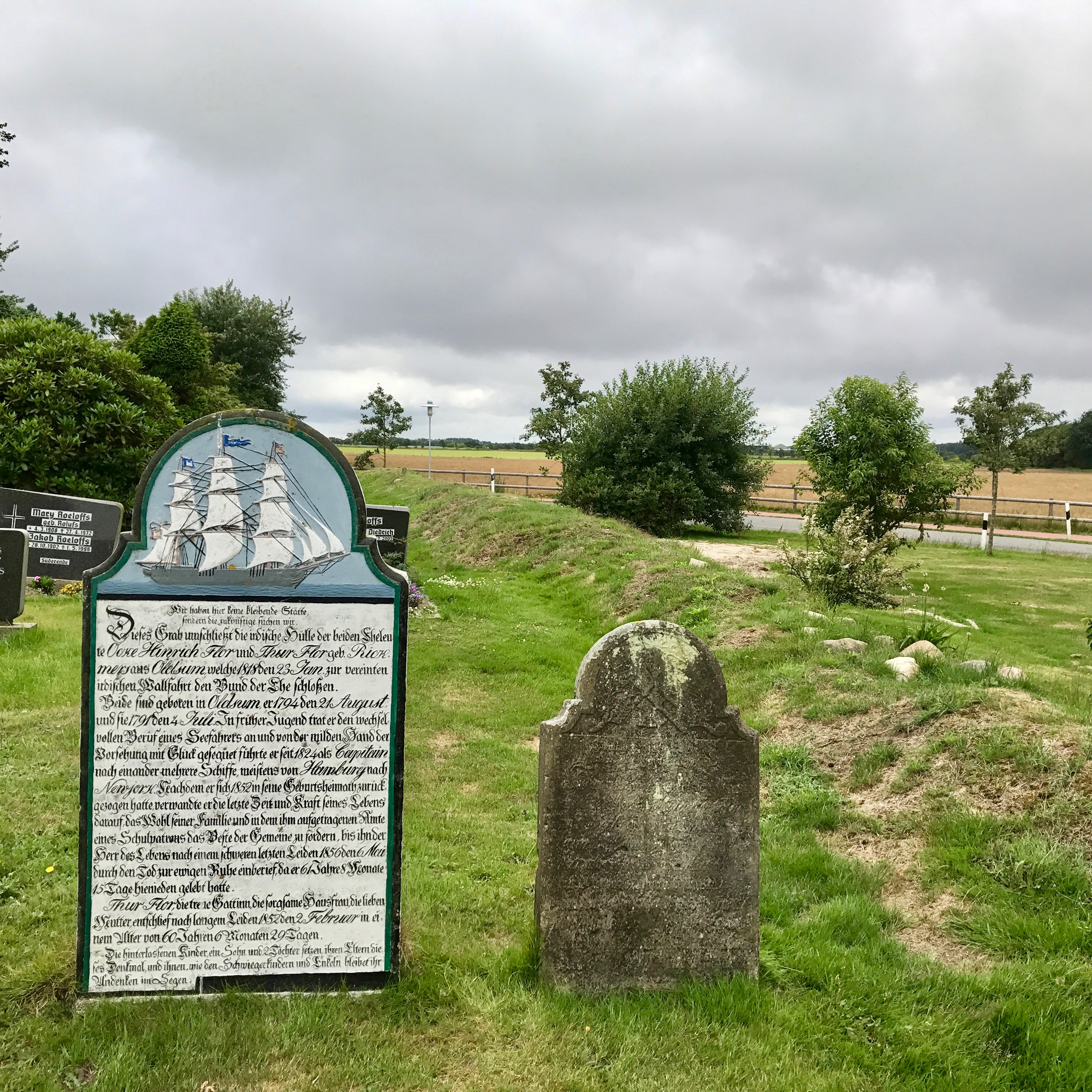
Grabsteine auf Föhr

Auf der Insel befinden sich drei mittelalterliche, seit der Reformation evangelische Kirchen aus dem 12. und 13. Jahrhundert – in Wyk-Boldixum die Kirche St. Nicolai, in Nieblum die Kirche St. Johannis und in Süderende die Kirche St. Laurentii. Auf den dazugehörigen Friedhöfen finden sich die sogenannten Sprechenden Grabsteine, die ganze Lebensgeschichten erzählen und teilweise bebildert sind.
Im Hauptort Wyk gibt es mit St. Marien auch eine katholische Kirchengemeinde. Kirchliche Aktivitäten bestehen sonst noch durch die Gemeinde Nordwest der Dänischen Kirche. 

### Archäologie
Die Monklembergen mehrere Hügelgräber nordwestlich von Wyk zeugen von einer Besiedelung der Insel während der Bronzezeit. Heute lassen sich noch 17 dieser alten Grabmonumente besichtigen; sie liegen vor allem im Südwesten der Insel.
Bei Borgsum befindet sich zudem die Lembecksburg, ein grasbewachsener Ringwall aus der Zeit der Völkerwanderung mit 95 Metern Durchmesser und acht Metern Ringhöhe. Der Sage nach soll hier im Mittelalter der Ritter Klaus Lembeck als Statthalter des dänischen Königs residiert haben.

### Museen
In Wyk liegt das Friesenmuseum (eigentlich Dr.-Carl-Häberlin-Museum), das sich der Wahrung und Vermittlung friesischer Kulturgeschichte widmet, es wurde 1908 eröffnet. In Alkersum befindet sich das 2009 eröffnete Museum Kunst der Westküste, das in wechselnden Ausstellungen internationale klassische und zeitgenössische Kunst zum Thema „Meer und Küste“ präsentiert. Ein privates Heimatmuseum in Oevenum widmete sich von 1993 bis zur Schließung 2011 der Geschichte der Landwirtschaft und dem Leben auf der Insel. Die Sammlung ist jedoch erhalten und wurde in den Bestand des Friesenmuseums überführt.

### Windmühlen

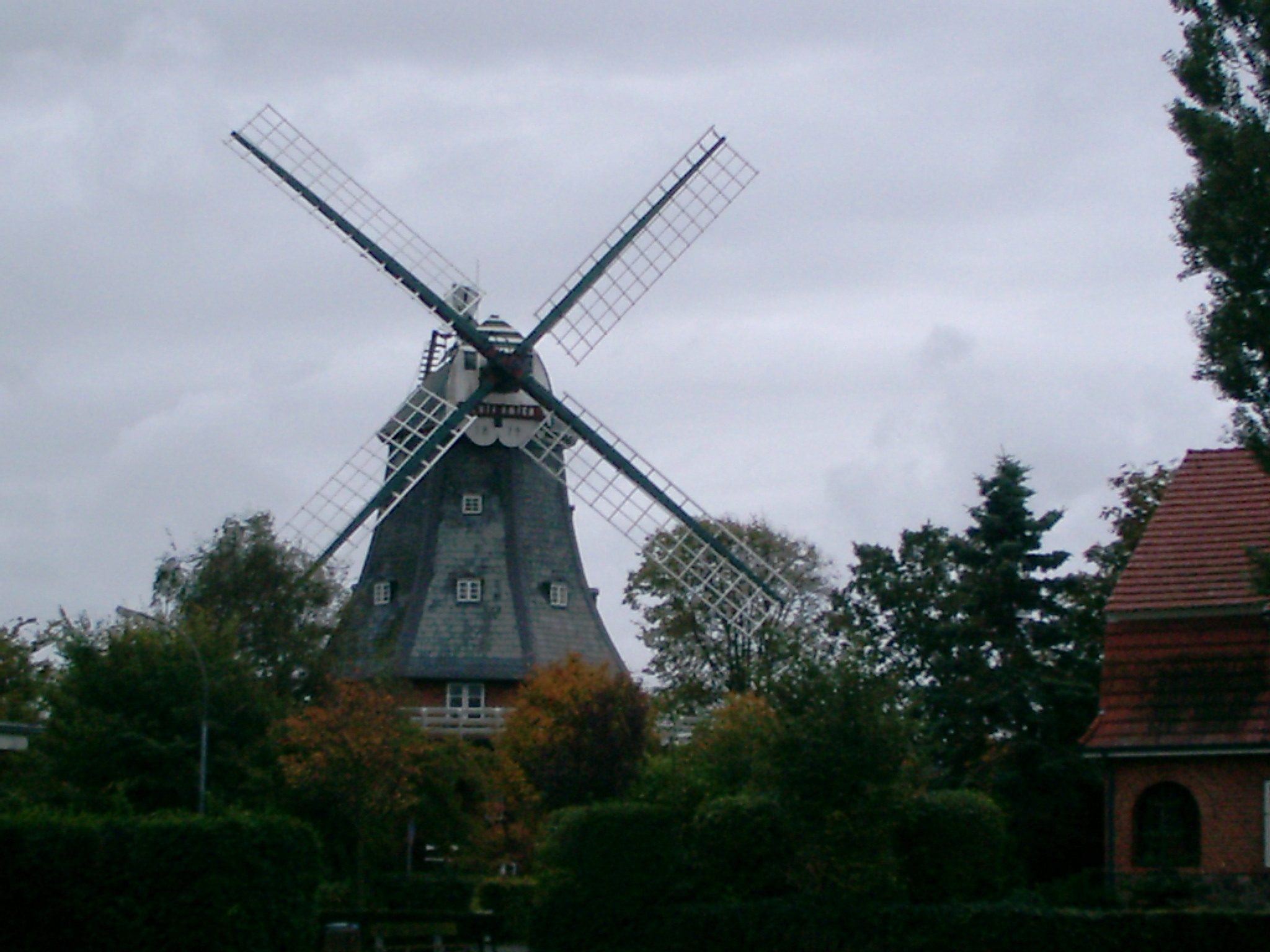
Windmühle Venti Amica (Windes Freundin) von 1879 in Wyk auf Föhr

Auf Föhr befinden sich des Weiteren fünf Windmühlen, davon zwei in Wyk (die Galerieholländerwindmühle Venti Amica von 1879 im Stadtgebiet und eine Bockwindmühle von der Hallig Langeneß im Außenbereich des Friesenmuseums), dazu jeweils eine in Wrixum (Osterwindmühle, achtkantiger Erdholländer, 1850–1960 in Betrieb), Borgsum (Borigsem, achtkantiger Galerieholländer von 1992 nach Brand des Vorgängerbaus) und Oldsum (achtkantiger Galerieholländer von 1901).
Bis auf die Bockwindmühle und die Mühle in Wrixum (Museum und Restaurant) befinden sich die Mühlen in Privatbesitz.

### Vogelkojen
Sechs Vogelkojen findet man in der Marsch im Norden der Insel. Zu ihnen zählen die neue sowie die alte Oevenumer Vogelkoje, die zu Midlum gehörende Ackerumer Vogelkoje, die Borgsumer, die Oldsumer und die Boldixumer Vogelkoje. Letztere kann man besichtigen.

### Wattenmeer

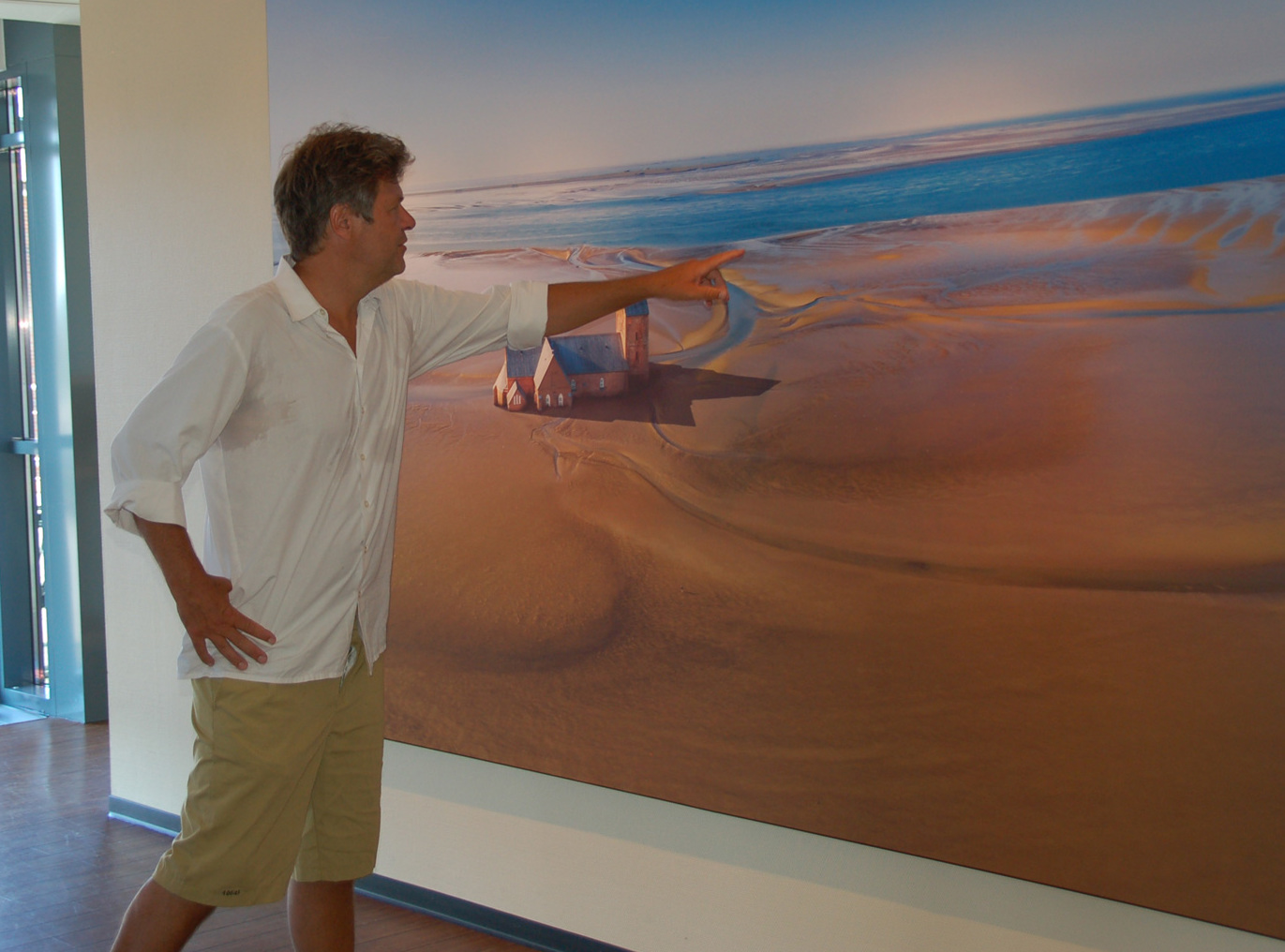
Grünen-Politiker Robert Habeck mit einem Wattenmeer-Kunstwerk von Harald Bickel (2019)

Auch das gesamte Wattenmeer (als Nationalpark Schleswig-Holsteinisches Wattenmeer seit 2009 UNESCO-Weltnaturerbe) gilt als Sehenswürdigkeit.
Vor allem das Vorland nördlich des Inseldeiches, aber auch die übrigen Wattflächen bieten Rast- und Futterplätze für viele Arten von Seevögeln. So findet man dort zahlreiche Austernfischer, Eiderenten und Brandgänse. Während des Vogelzuges fallen außerdem große Schwärme von Zugvögeln auf Föhr und den umliegenden Inseln ein. Gelegentlich, insbesondere nach schweren Winterstürmen, können Seehunde am Strand angetroffen werden.
Der Südstrand der Insel zwischen Wyk und Utersum ist ein beliebter Badestrand. Von den Fremdenverkehrsämtern werden geführte Wattwanderungen, zum Beispiel zur Nachbarinsel Amrum, angeboten.

### Wyk auf Föhr
Als weitere Wyker Sehenswürdigkeiten gelten der Glockenturm (erbaut 1886) sowie die Seepromenade Sandwall.

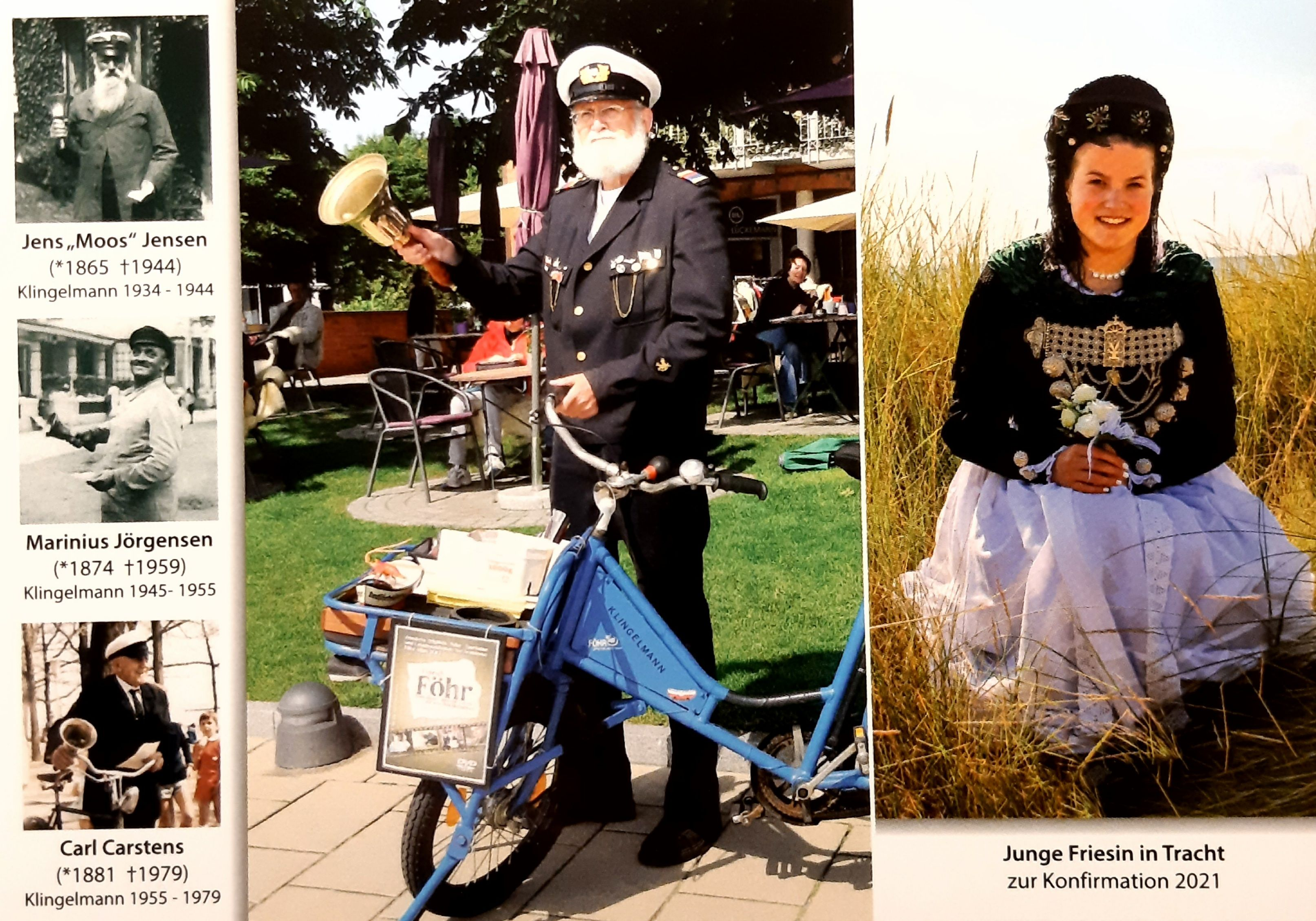
Der Wyker „Klingelmann“ Knudt Kloborg

Eine Wyker Inseltradition war der "Klingelmann", der seit dem 19. Jh. mit seiner Glocke etwa bei Todesfällen, Hochzeiten oder den Abfahrten von großen Schiffen durch die Insel zog. Vermutlich am 16. September 2023 ist der letzte Klingelmann Knudt Kloborg tödlich verunglückt. Kloborg ließ die Tradition des Klingelmanns 2009 wieder aufleben, nachdem sie 1979 versandet war.

## Galerie

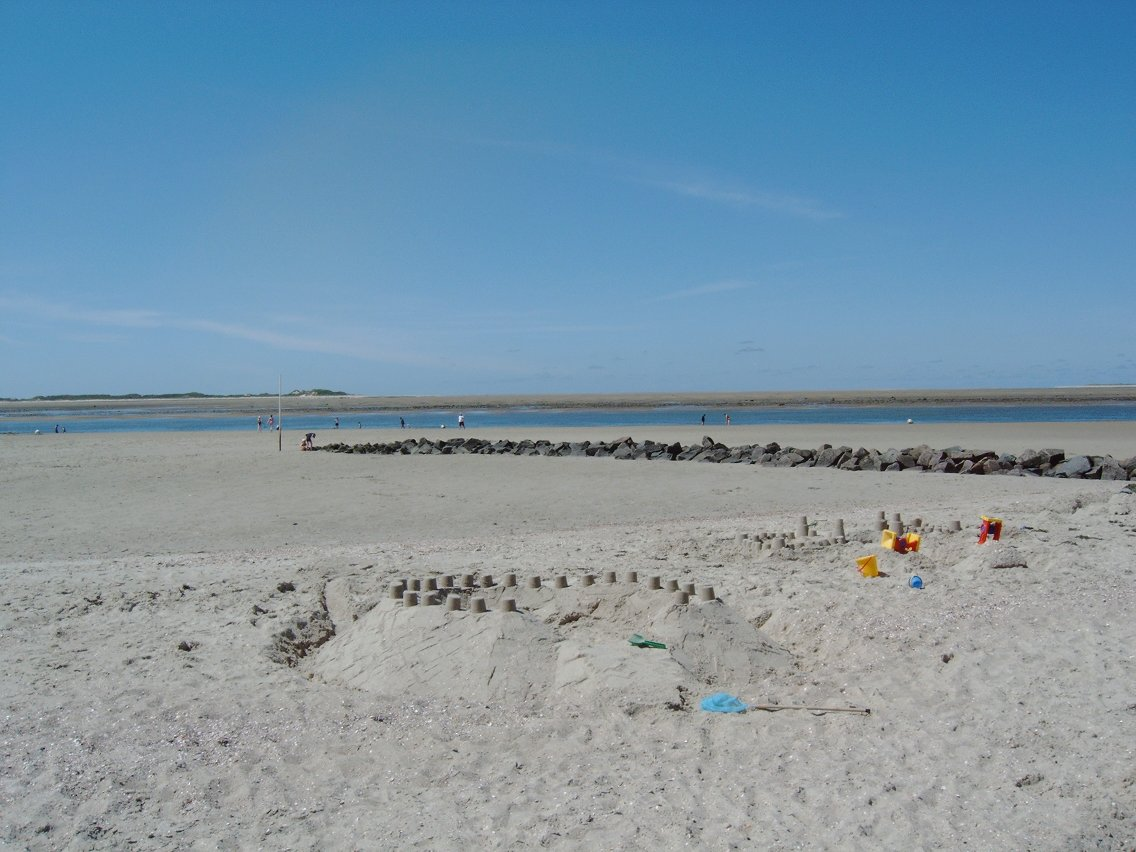
Strand von Utersum bei Ebbe mit Blick auf die Nordspitze von Amrum
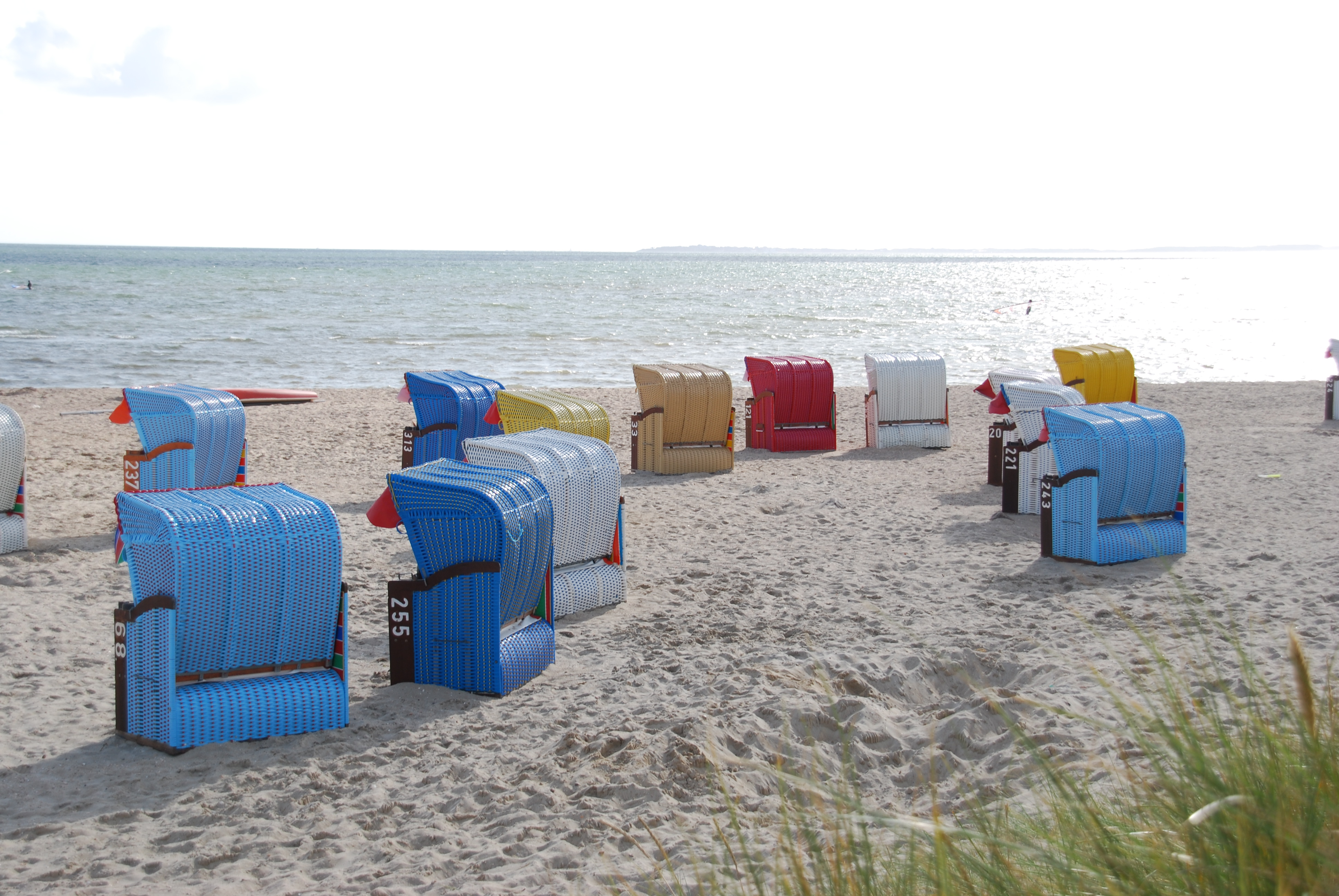
Strand vor Nieblum bei Hochwasser
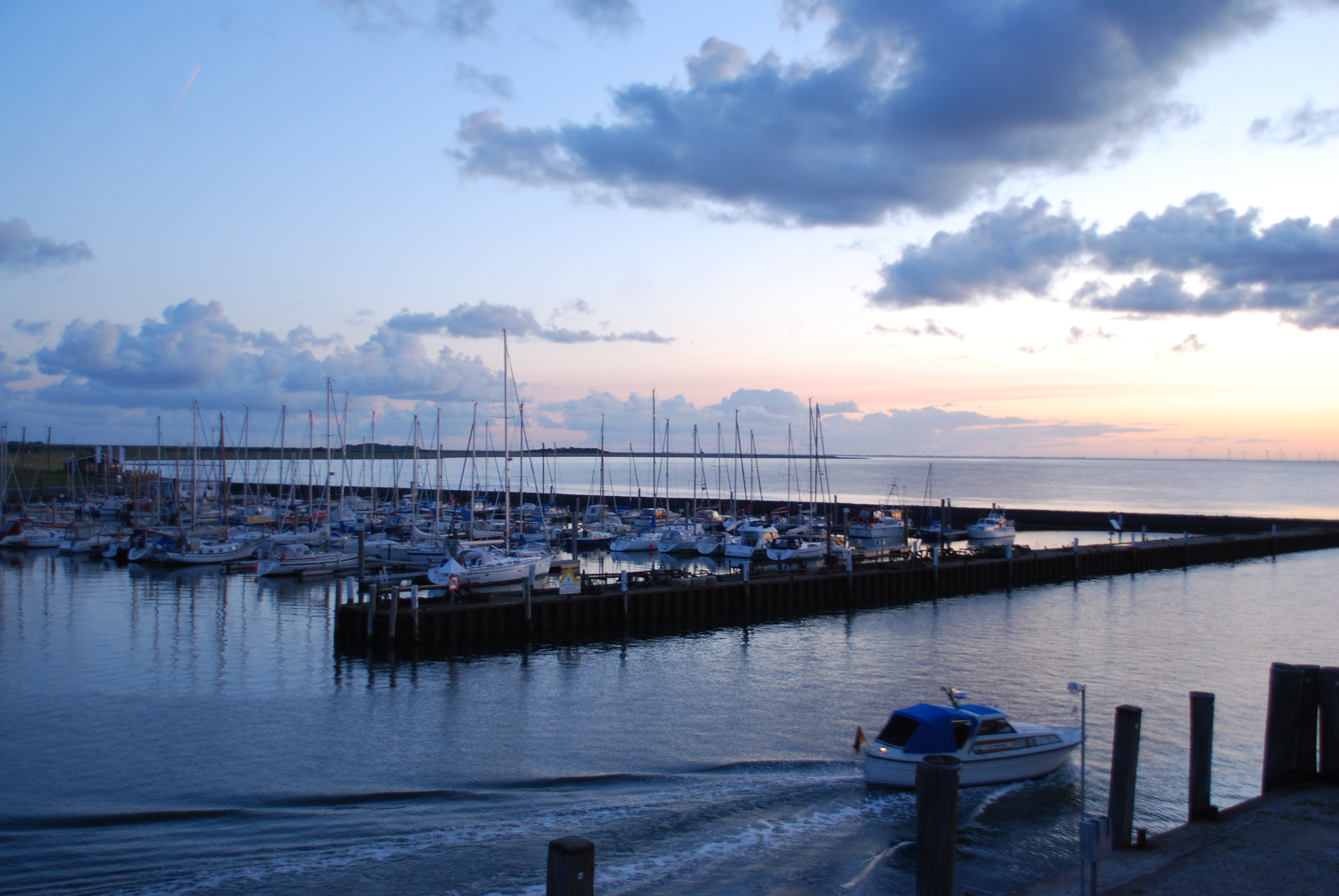
Sonnenaufgang über dem Hafen von Wyk auf Föhr
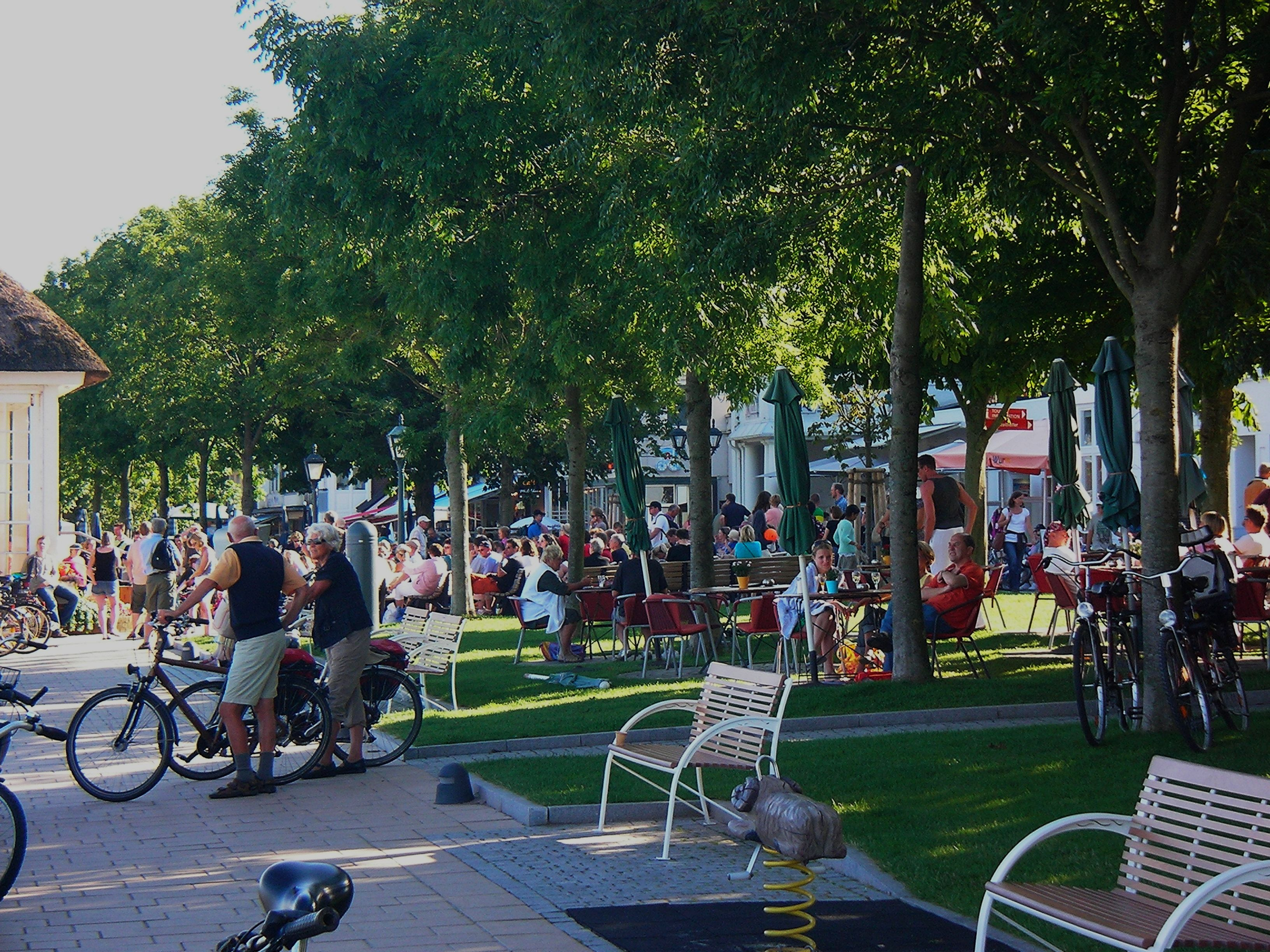
Promenade in Wyk zur Sommerzeit
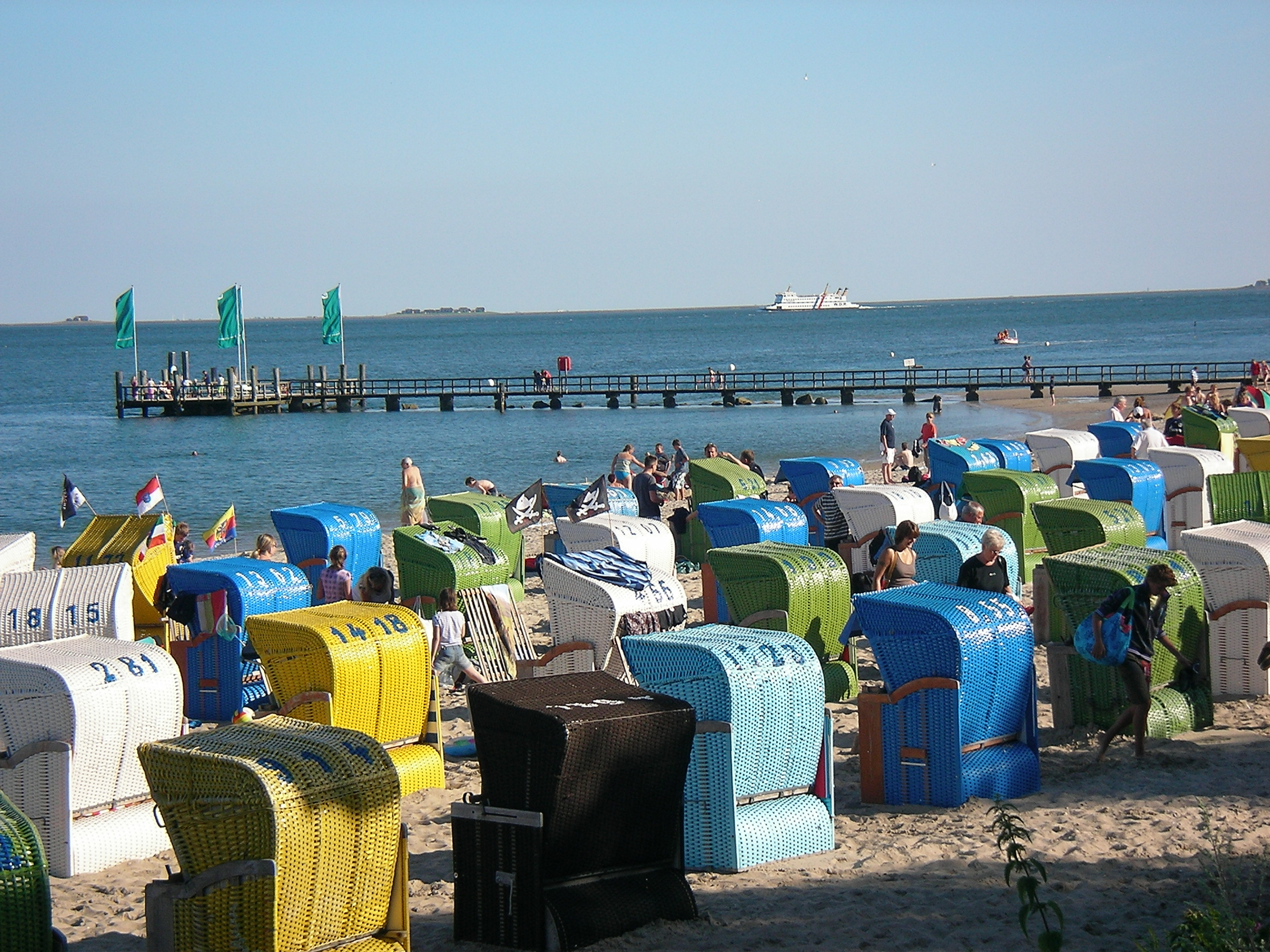
Wyker Oststrand, im Hintergrund die Halligen
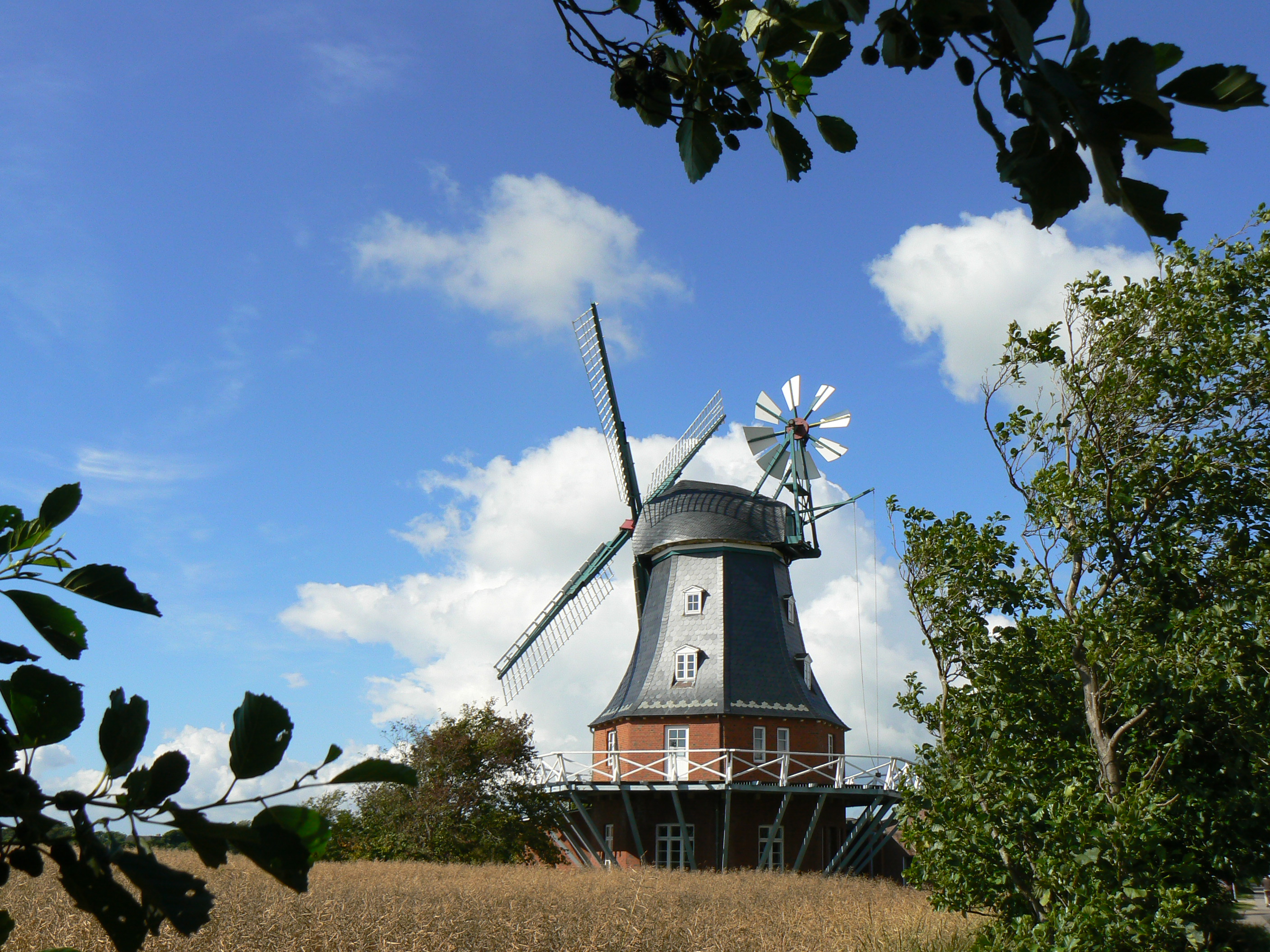
Die Borgsumer Mühle
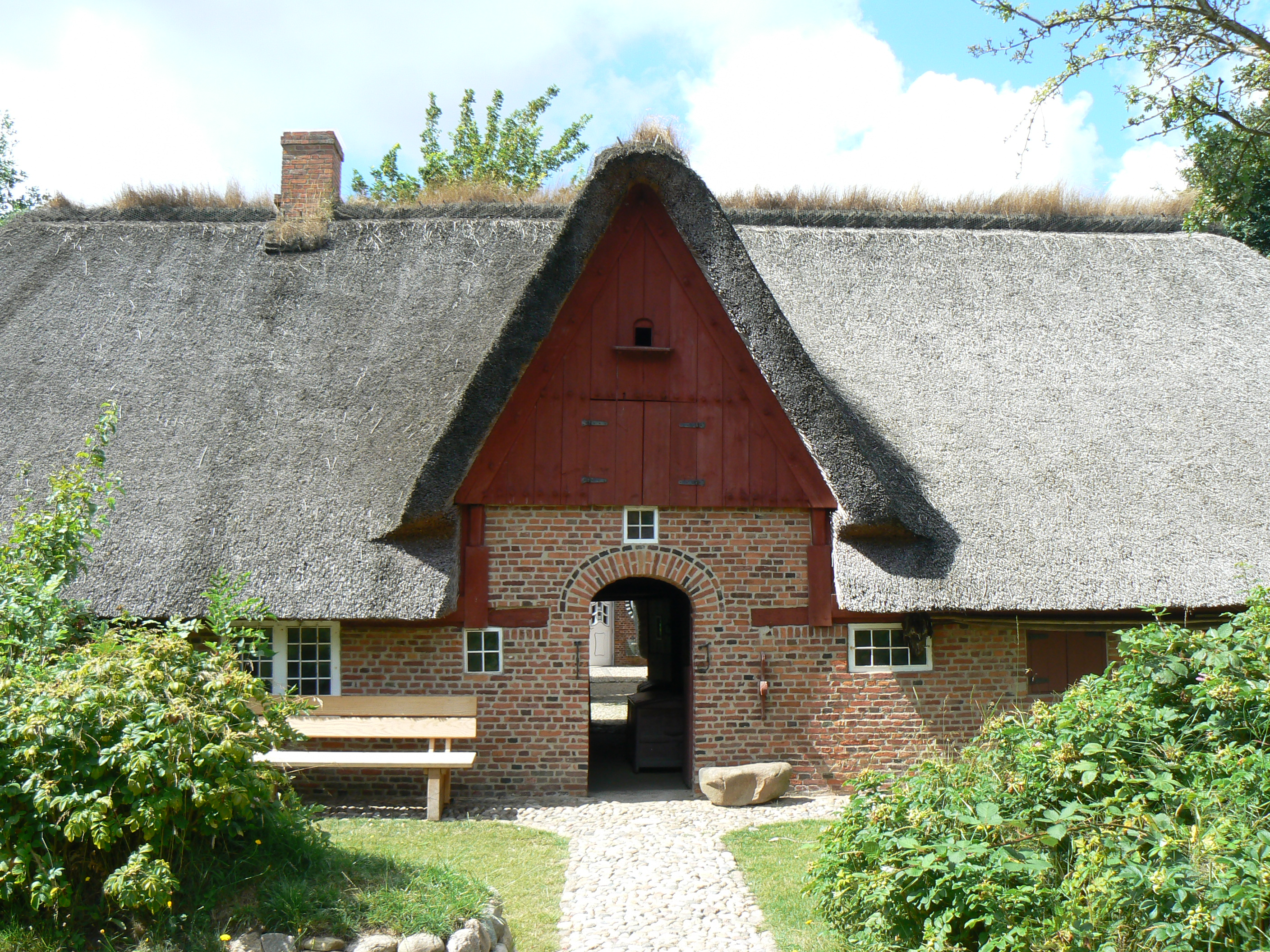
Haus Olesen, das älteste Haus auf Föhr
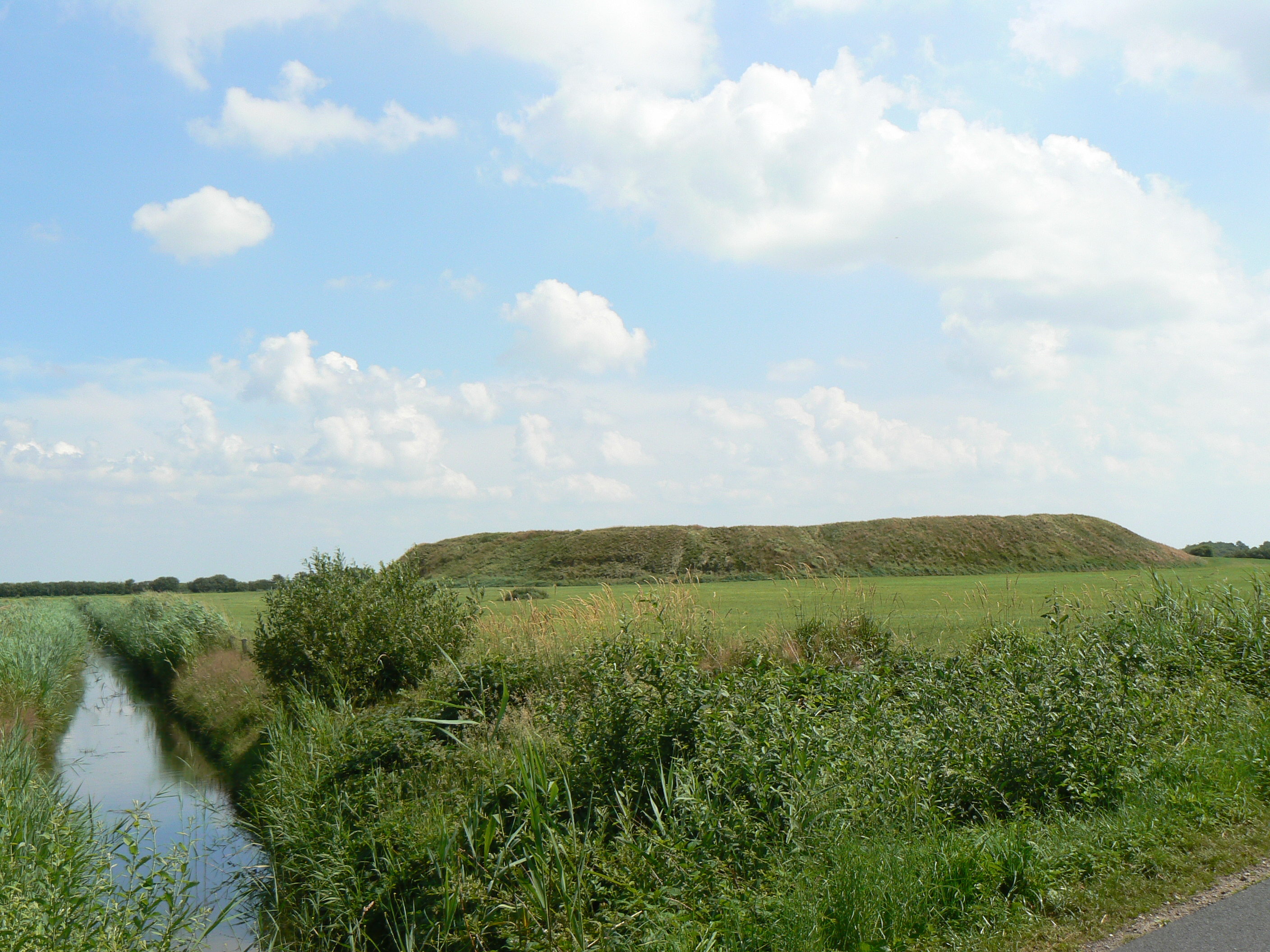
Die Lembecksburg von Westen gesehen
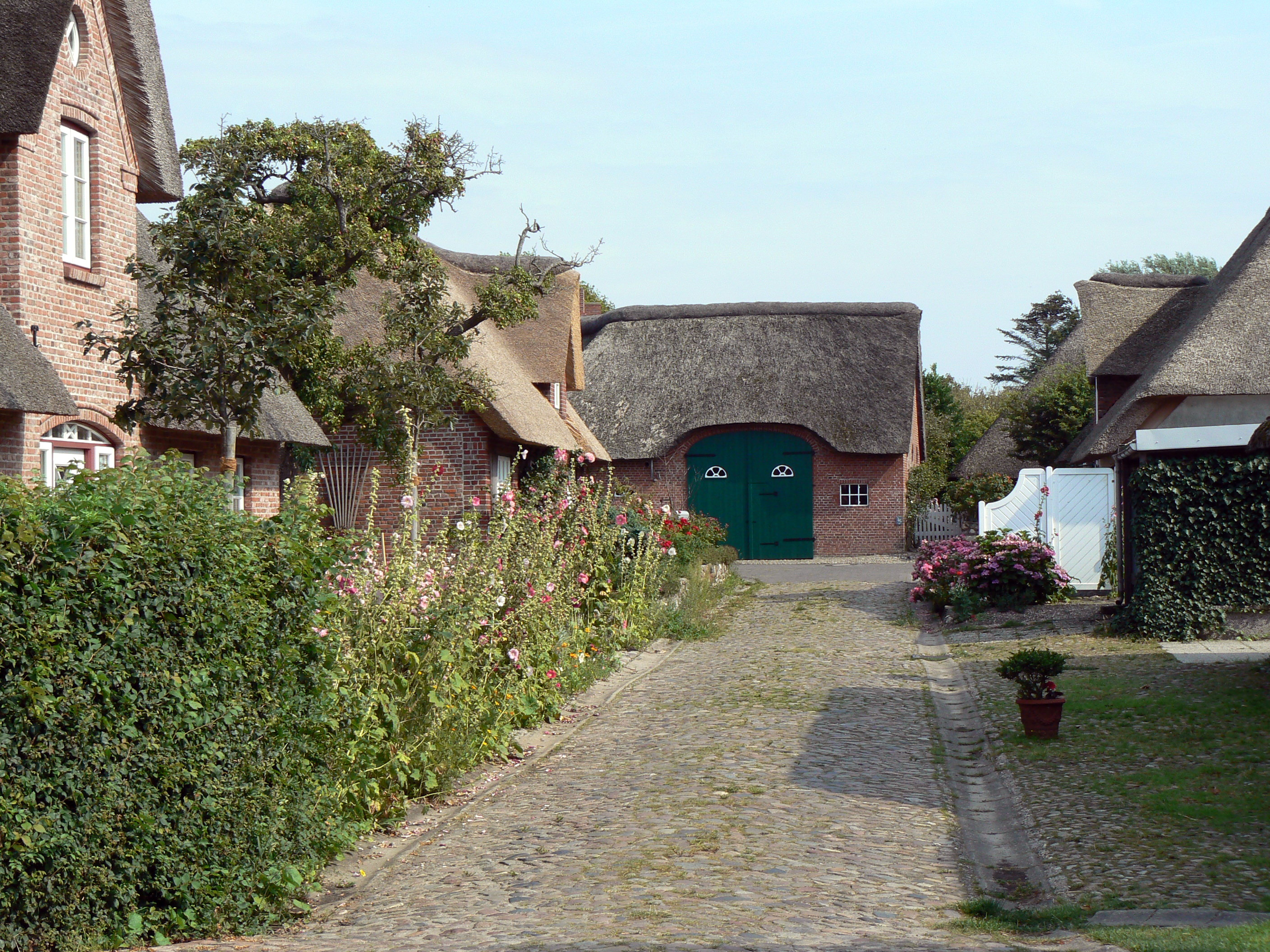
Dorfstraße in Oldsum
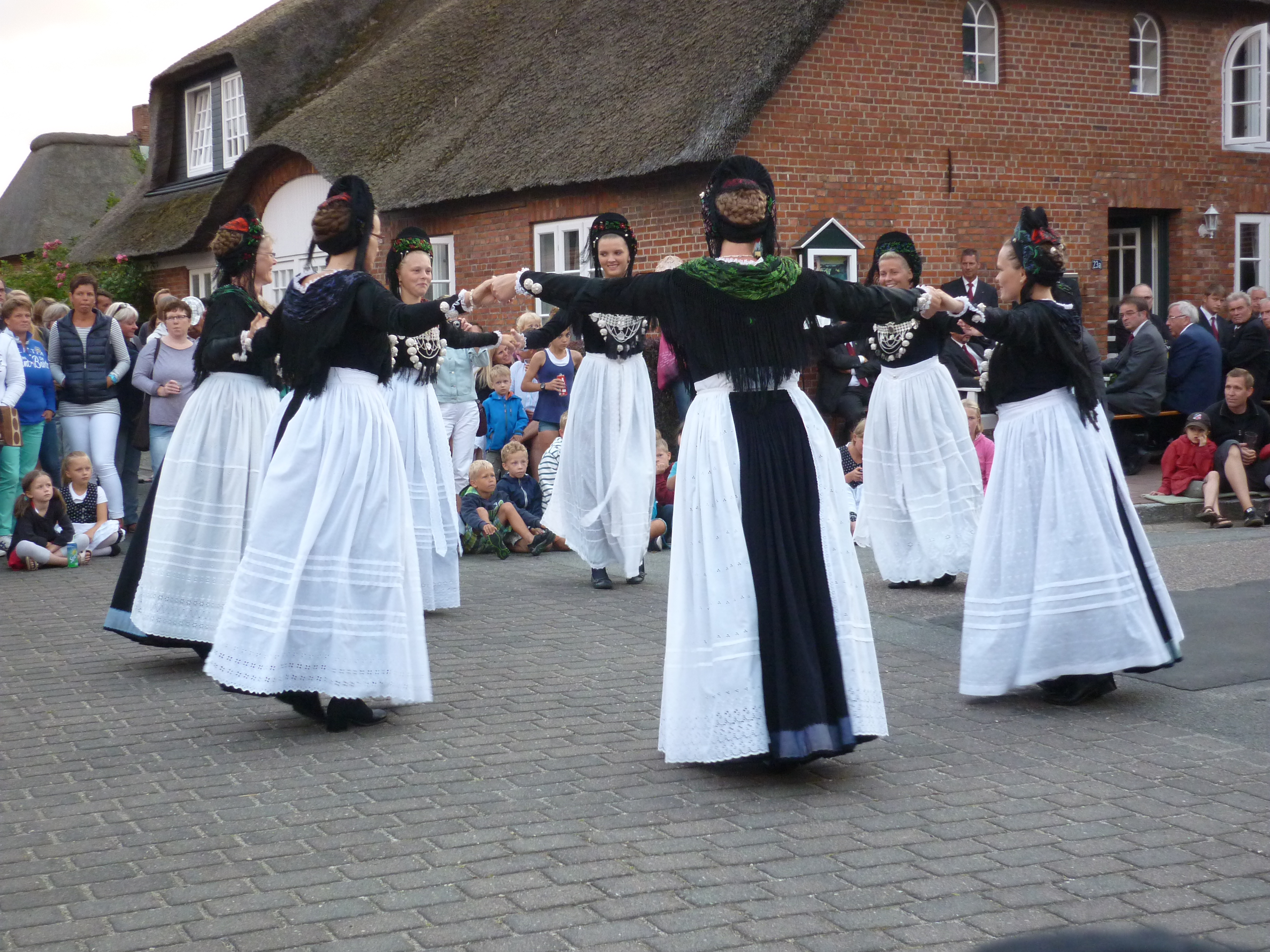
Die Oldsumer Trachtengruppe beim Oldsumer Sommerfest 2014
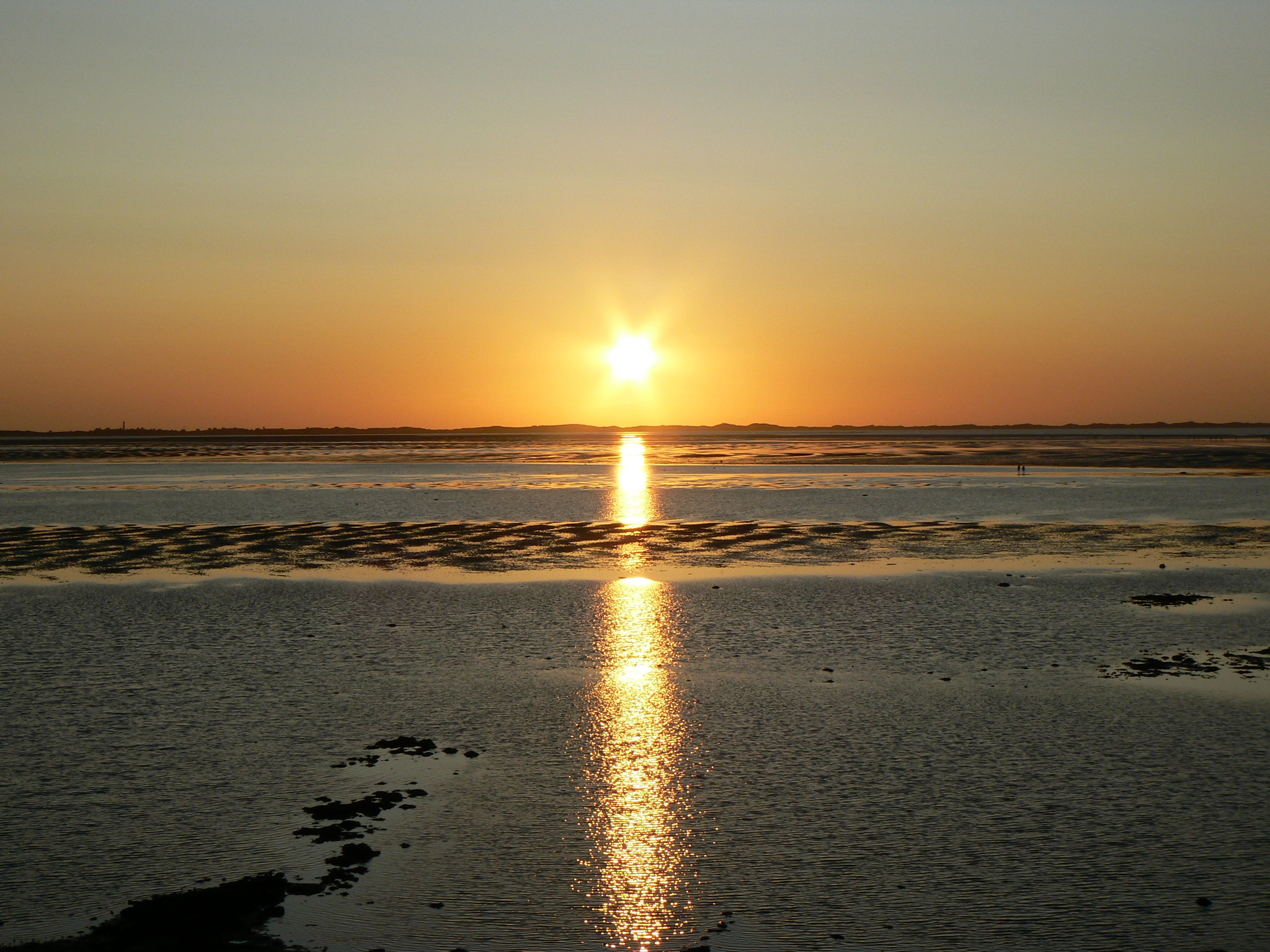
Sonnenuntergang am Dunsumer Deich mit Blick auf Sylt
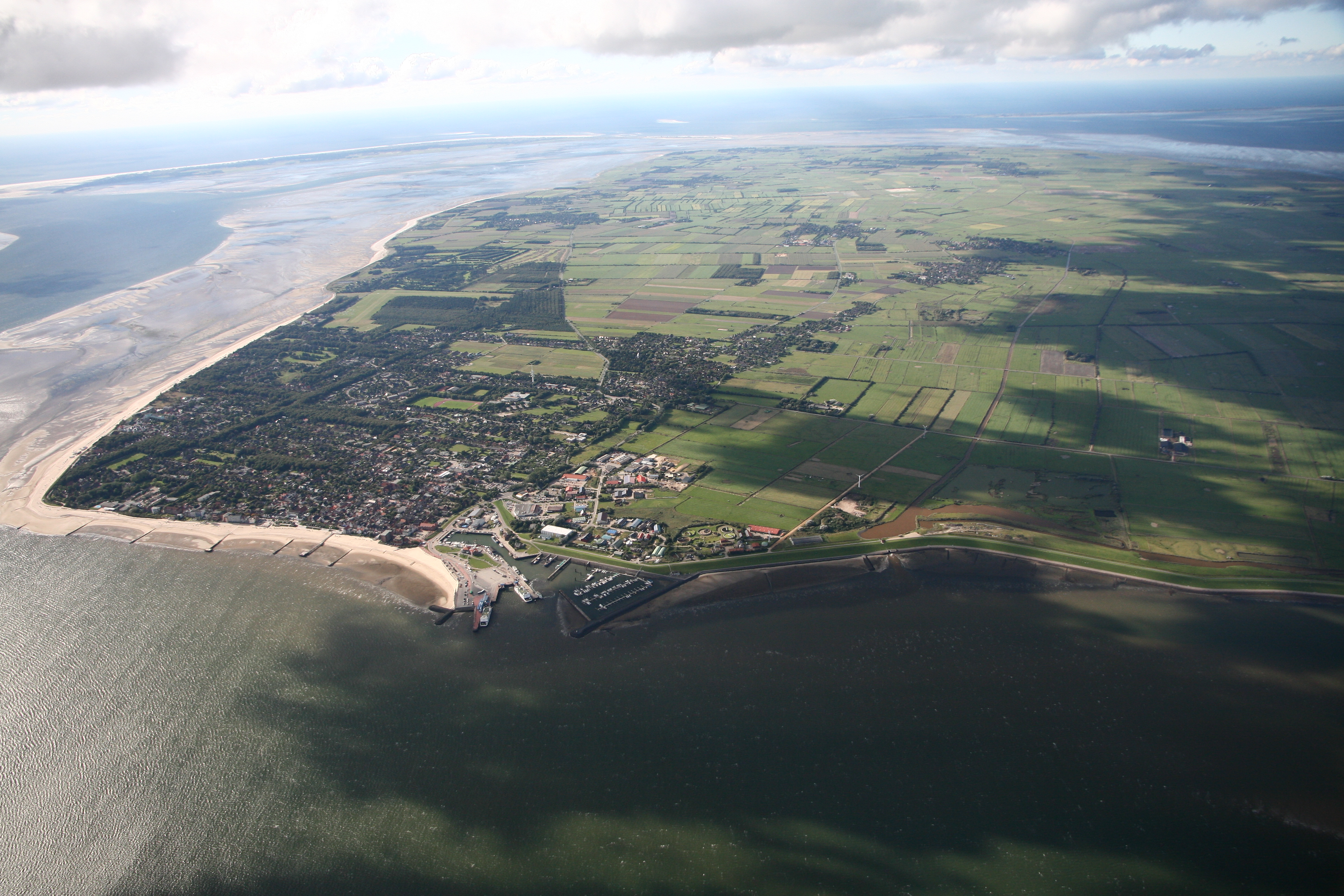
Luftbild von Föhr mit Wyk im Vordergrund
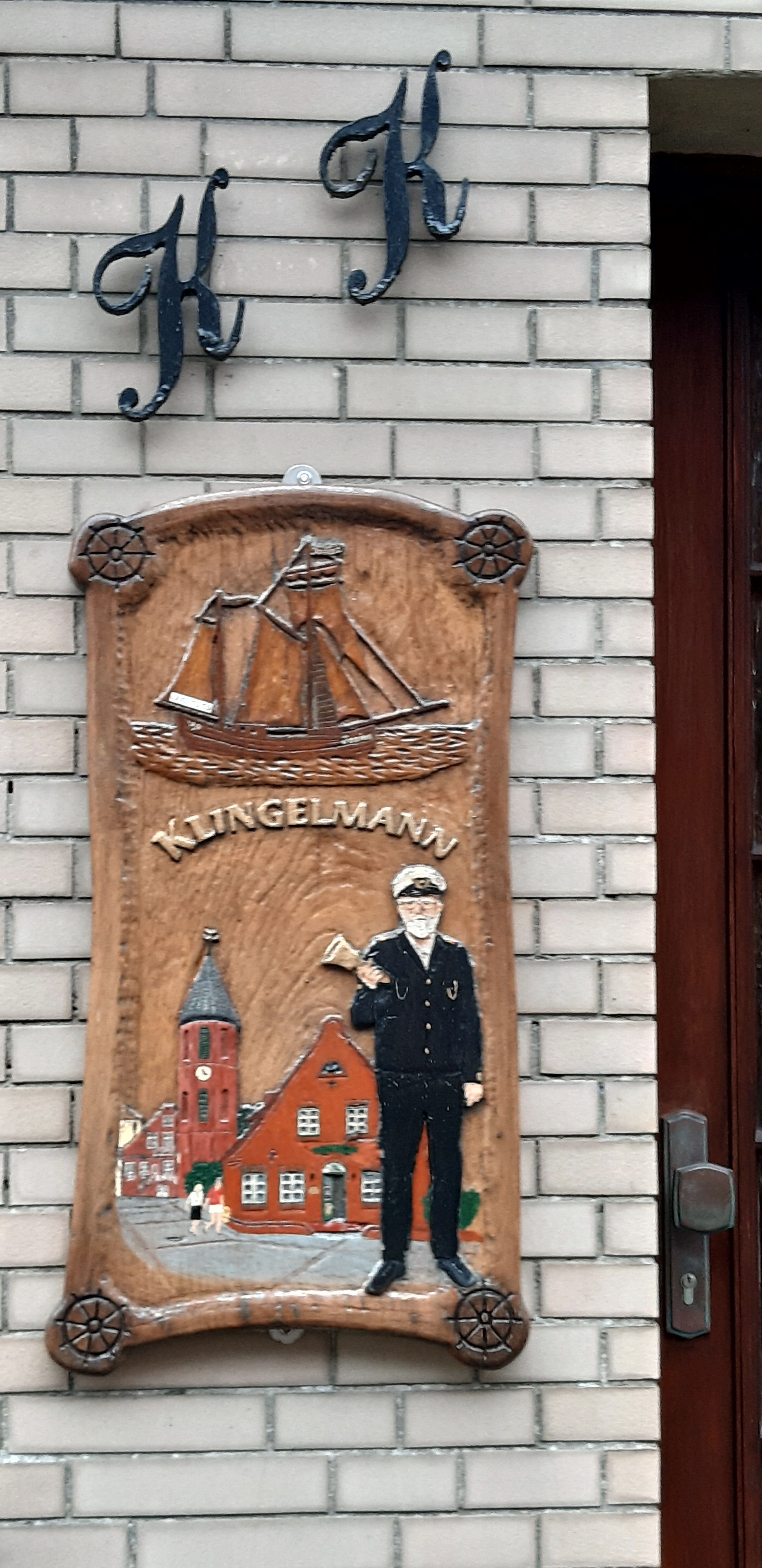
Hier war der „Klingelmann“ Zuhause!